# Rectoria de Montiró
La Rectoria de Montiró és un edifici de Ventalló (Alt Empordà) que forma part de l'Inventari del Patrimoni Arquitectònic de Catalunya. Està situada dins del petit nucli de Montiró, a l'extrem nord-est del municipi de Ventalló al qual pertany. Presenta la façana principal orientada a la plaça del Palau i està adossat al palau dels Margarit.

## Descripció
És un edifici entre mitgeres de planta irregular, format per tres cossos rectangulars adossats, dos d'ells formant cantonada a la plaça, amb les cobertes de dues vessants de teula i distribuïts en planta baixa i dos pisos. Les obertures de l'edifici són totes rectangulars i estan bastides amb carreus de pedra calcària ben desbastats i les llindes planes, algunes amb inscripcions gravades. La façana principal presenta un gran portal d'accés a l'interior, damunt del que hi ha un balcó exempt amb la llinda datada l'any 1781. Del cos lateral destaca la finestra de la primera planta, amb el guardapols i l'ampit motllurats i la llinda gravada (1744). A la part de ponent hi ha un petit cos annexat, del que destaca la galeria d'arcs de mig punt arrebossats situada al nivell del primer pis i adossada, en part, a la façana de l'església de Sant Sadurní de Montiró. Damunt seu hi ha un balcó corregut afegit també posteriorment. Des de la planta baixa s'accedeix a un petit jardí delimitat per una tanca de pedra. Presenta accés des del carrer, a través d'un portal bastit amb carreus i la llinda sostinguda amb permòdols. La construcció està arrebossada i pintada.

## Història
La rectoria apareix documentada a mitjans del segle xvi. Hi ha un rebut signat per Francesc Dalmau, obrer, i Andreu Sabater de Montiró, prevere, en concepte d'unes obres d'arranjament fetes a l'edifici, a favor d'Antoni Benet Maians, rector de Montiró. A finals del segle xx, després de la mort de l'últim rector, el bisbat es va vendre l'edifici, trobant-se encara en mans particulars. Sabem que existia una porta, avui tapiada, que comunicava la galeria del pis amb l'altar de l'església de Sant Sadurní.